# Анналы святого Назария
Анна́лы свято́го Наза́рия (Назариа́нские анна́лы; лат. Annales Nazariani) — раннекаролингские анналы, описывающие историю Франкского государства с 708 по 790 год. Получили своё название по церкви Святого Назария в Лоршском монастыре, где первоначально они находились.
Анналы святого Назария сохранились в единственной рукописи (cod. Vaticanus Palatinus latinus 966), датированной концом VIII — началом IX века. В настоящее время она входит в состав Палатинской библиотеки в Ватикане. Впервые анналы были опубликованы в XVII веке, однако стали широко известны только после публикации их в Monumenta Germaniae Historica в 1826 году. На основе изучения рукописи, в которую включена также «Книга истории франков», историками был сделан вывод, что, вероятно, кодекс был записан единовременно, однако позднее в раннюю часть анналов были включены некоторые добавления. Местом создания рукописи считают или Лоршский монастырь, или Мурбахский монастырь.
«Анналы святого Назария», вместе с «Лоршскими», «Мозельскими», «Вольфенбюттельскими» и «Аламаннскими анналами», а также «Фрагментом анналов Чеснии», входят в так называемую «Мурбахскую группу франкских анналов». Все эти анналы в своей ранней части восходят к одному протографу, которым являются, вероятно, несохранившиеся до наших дней «Мурбахские анналы». Записи «Анналов святого Назария» за 708—741 годы наиболее близки «Мозельским» и «Лоршским анналам», за 742—785 годы (вместе с «Вольфенбюттельскими анналами») дословно повторяют реконструированный текст «Мурбахских анналов».
Наиболее ценной частью «Анналов святого Назария» являются записи за 786—788 годы. Это полностью самостоятельное сочинение анонимного хрониста, наиболее подробно из всех других исторических источников конца VIII века рассказывающее о заговоре против Карла Великиго в Тюрингии и суде над бывшим герцогом Баварии Тассилоном III в Ингельхайме.
Издания
На латинским языке.
- Annales Nazariani. — Monumenta Germaniae Historica. Scriptores. Scriptores (in Folio). Tome I. 1: Annales et chronica aevi Carolini. — Hannover: Impensis Bibliopolii Avlici Hahniani, 1826. — S. 19—23, 25, 27, 29, 31.

На русском языке.
- полный перевод:
  - Назарианские анналы / перевод и комментарии И. В. Дьяконова // Хроники королевства франков конца VII — начала X в.. — М. : SPSL — Русская панорама, 2023. — С. 503—509. — (MEDIÆVALIA: средневековые литературные памятники и источники). — ISBN 978-5-93165-499-7.
  - Назарианские анналы. Восточная литература. Дата обращения: 5 декабря 2010.
- фрагменты:
  - Анналы св. Назария и Алеманнские. — Свод древнейших письменных известий о славянах. Том II (VII—IX вв.). — М.: «Восточная литература» РАН. — С. 451—453. — 590 с. — ISBN 5-02-017809-8.